# Aliment industriel

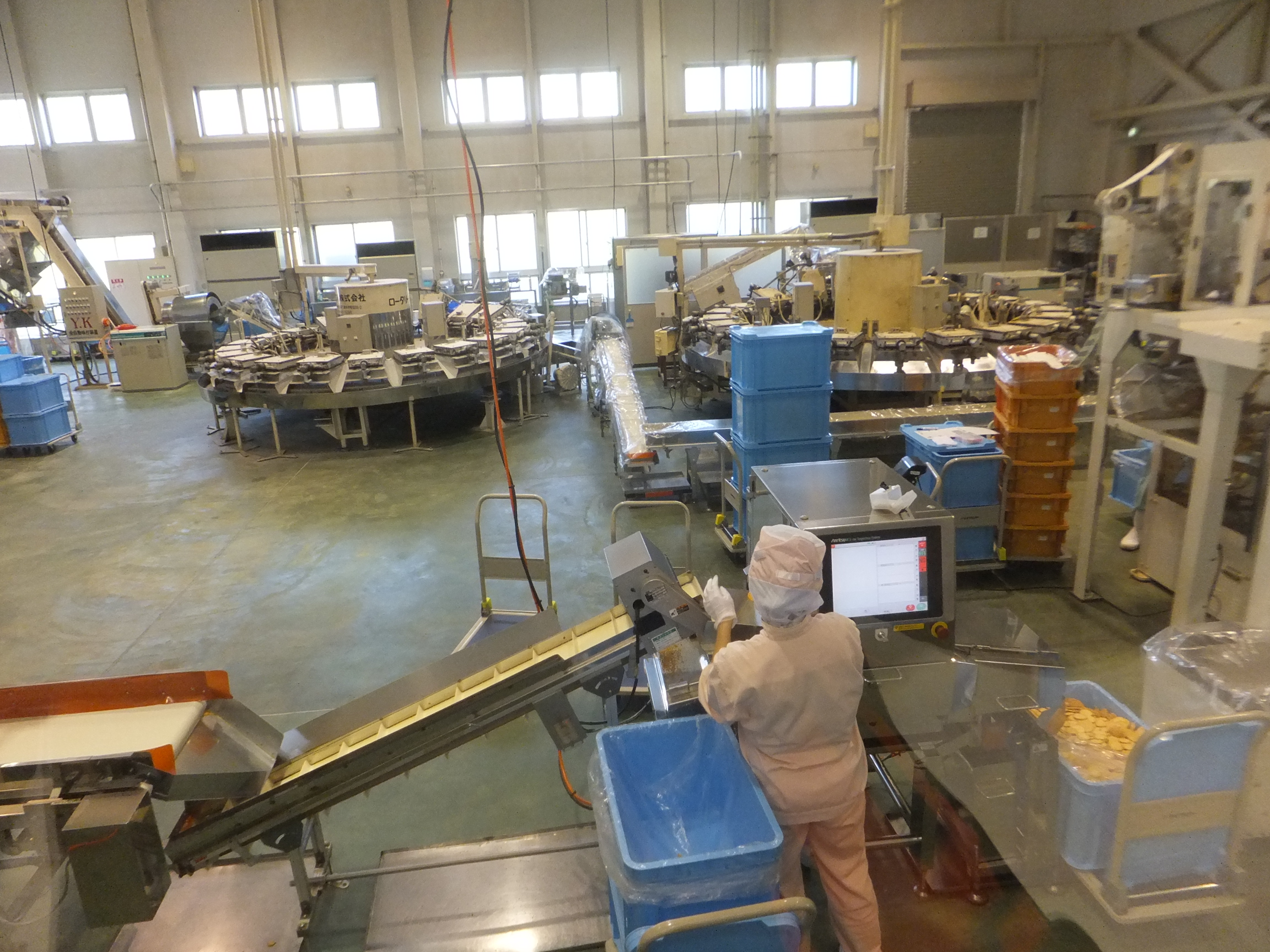
Usine japonaise de biscuits au riz et au poulpe (senbei).

Un aliment industriel est un aliment conditionné et transformé par l'industrie agroalimentaire à partir de produits agricoles comme les aliments simples (viande, légumes..) mais aussi d'additifs alimentaires et d'auxiliaires technologiques.
Le terme d'aliment industriel fait référence au transformateur qui en est à l'origine : un industriel. Dans la famille des transformateurs d'aliments, on distingue :
- Les agriculteurs producteurs fermiers : statut qui implique d'assurer une production agricole vivrière (c'est-à-dire un produit animal ou végétal alimentaire en maitrisant l'ensemble du cycle naturel de la plante ou de l'animal concerné) et d'en assurer également la transformation. Le statut de producteur fermier étant défini comme un agriculteur produisant à échelle humaine et transformant à la ferme et en personne sa production agricole par des moyens traditionnels.
- Les artisans transformateurs : statut qui implique d'assurer une transformation d'aliments du commerce (produits agricoles et/ou aliments industriels). Ce sont des entreprises de moins de 10 salariés obligatoirement[1].
- Les industriels transformateurs : toute entreprise du secteur agroalimentaire qui transforme les produits agricoles vivriers au moyen de procédés industriels.

L'agroalimentaire est une expression caractérisant les produits agricoles conditionnés ou transformés par l'industrie. Selon cette définition les légumes en boites, le pain, le fromage ou la charcuterie sont autant des aliments industriels que les pizza surgelées ou les soupes ; dès lors qu'ils sont produits dans une usine.

## Histoire
Le développement des aliments industriels est étroitement lié à celui des techniques de conservation et du système de distribution des produits alimentaires.
Les technologies de conservation des aliments ont déjà été utilisées par plusieurs civilisations antiques, notamment le fait de saler, fumer ou sécher ces derniers. La révolution industrielle a accéléré le développement d’une industrie alimentaire, principalement à cause de la combinaison d'une demande importante pour des aliments peu chers et stockables, venant d'une civilisation de plus en plus urbaine, ainsi que les avancées techniques et scientifiques de l’époque.
Une des premières technologies développées à cette époque était la conserve qui était initialement un développement militaire mais qui est peu a peu introduite dans la vie de tous les jours pour devenir une commodité. La réfrigération quant à elle trouve son origine dans le marché de la glace déjà présent depuis longtemps.
Le développement de la réfrigération et congélation artificielle après la première guerre mondiale a d'abord eu lieu en industrie mais s'est lentement propagée dans les ménages dans la deuxième moitié de XXe siècle pour devenir une technologie domestique. L'infrastructure de la chaîne du froid et des systèmes de distribution, l'adoption du four à micro-ondes par les consommateurs et les nouvelles technologies agroalimentaires comme la lyophilisation ont finalement créé l'aliment industriel hautement transformé (par exemple les repas surgelés, plats instantanés…) tel qu'il est connu aujourd’hui.
Le développement des technologies alimentaires a été décrit comme étant un élément majeur derrière l'émancipation des femmes. Ce point de vue est aujourd'hui très critiqué à cause des mouvements de rationalisation du début du XXe siècle, qui ont été accélérés par les visions Tayloristes de la femme comme femme au foyer qui manipule les avancées technologiques pour cuisiner. Notamment le développement de la cuisine de Francfort, initialement développée pour assurer l'émancipation de la femme, a eu l'effet contraire car il assurait la séparation de la femme de la vie quotidienne en l'isolant dans la cuisine. La quantité de travail fait par les femmes a aussi augmenté a cause de la disparition des serviteurs au tournant du XXe siècle occasionné par le travail de la femme de classe ouvrière dans l'industrie. Cette perte de serviteurs a beaucoup augmente la quantité de travail pour les femmes de classe moyenne, qui désormais devaient s'occuper du foyer. Cette combinaison de développements ainsi que la hausse des attentes en matière d'hygiène imposée par les experts de santé publique et les publicités ont eu comme effet de créer la femme au foyer moderne.
Ces produits se sont particulièrement développés depuis les années 1960-1970 avec la diffusion des réfrigérateurs et de l'industrie du surgelés (filière mise en place en France dans les années 1970), ainsi que de la grande distribution (1963 en France). Le four à micro-ondes a rendu leur utilisation encore plus pratique.
La consommation est également influencée par les évolutions sociologiques telle que le travail des femmes et la multiplication des ménages (au sens de la comptabilité nationale), notamment en milieu urbain (célibat tardif, divorces, etc.).

## Produits
La liste des produits alimentaires de l'INSEE comprend les "produits manufacturés" comestible par les humains, par les animaux ainsi que ceux utilisés comme produits de base dans la transformation dévolues à d'autres préparations alimentaires . Cette liste fait apparaitre que parmi l'ensemble des aliments existant, presque tous, sinon tous, sont fabriqués par l'industrie.
- Boulangerie - Viennoiserie
- Charcuterie - Viande
- Légumes
- Fromage - Produits laitiers
- Soupes, sauces et condiments, etc.
- Viennoiseries, gâteaux, chips, biscuits pour apéritifs, céréales de petit déjeuner, biscottes, etc.
- Plats cuisinés en conserve, frais ou surgelés.
- Substitut de fromage, Lygomme

La classification NOVA permet de classer les aliments en 4 groupes selon leur degré de transformation, les aliments du groupe 1 étant les aliments peu ou pas transformés et les aliments du groupe 4 étant les aliments ultratransformés.

## Avantages et inconvénients

### Avantages
- L'alimentation industrielle a permis de baisser les prix de nombreux aliments désormais rendus accessibles au plus grand nombre, à la fois par l'optimisation des processus de transformation, de grandes capacités d'achat permettant de négocier les prix des produits agricoles, l'utilisation de produits qui n'auraient pas pu être vendus sous leur forme initiale (produits à maturité, sous-produits, dérivés, etc.).
- L'alimentation industrielle a été un facteur de libération de la femme en réduisant le temps consacré à la préparation des repas.
- L'alimentation industrielle a permis la diversification des pratiques alimentaires en faisant découvrir d'abord des plats utilisant des appellations culinaires régionales, puis, pour les consommateurs des pays développés occidentaux, des plats inspirés de cuisines étrangères (couscous, cuisine chinoise, cuisine indienne, etc.).
- Ce segment de l'alimentation est également une grande source d'innovations primées chaque année, en France, par le Salon des industries alimentaires (Sial).
- L'alimentation industrielle, à travers la standardisation de ses procédés, garantit un niveau de qualité des produits identique au fil de la transformation, ainsi que des conditions d'hygiène et de sécurité alimentaire contrôlées.
- L'alimentation industrielle est de plus en plus attentive aux qualités nutritionnelles et d'hygiène de ses transformations. Des lignes allégées sont ainsi lancées.
- L'alimentation industrielle offre une relative transparence sur la composition de ses transformations à travers l'étiquetage réglementaire (protides, lipides, glucides, fibres alimentaires, sodium, composition du produit, etc.).

### Inconvénients

#### Critiques sur l'industrie
Les agriculteurs via les syndicats agricoles critiquent la puissance d'achat des industries agroalimentaires.

#### Critiques sur les produits
Ces critiques portent principalement sur :
- les additifs : de nombreux additifs sont présents dans les transformations alimentaires industrielles (dont conservateurs, agents texturant, exhausteurs de goût, sels et colorants qui peuvent « tromper » le consommateur sur la fraîcheur et la nature de ce qu'il mange réellement) 
Selon le nutritionniste Laurent Chevallier (auteur de Impostures et vérités sur les aliments, Fayard, 2008), l’accumulation et l’association des additifs créent « des risques non maîtrisés pour la santé »[5].
- la présence excessive de sel (source d'hypertension[6]), de sucre (source de différentes maladies[Lesquelles ?]) et de graisses partiellement hydrogénées (sources de maladies cardiovasculaires) dans les plats est également soulignée. 
Le cuisinier Thierry Marx (auteur de Easy Marx, vers 2007) explique : « Les arômes, les sels que contiennent les plats préparés masquent souvent leur extrême médiocrité. Consommer ces produits ultra-transformés nuit au porte-monnaie, à l’environnement et à la santé. Songez que cette grillade de poisson, qu’une personne diabétique pourrait considérer, à première vue, comme idéale pour son régime, contient plus de sucre que sa quantité journalière autorisée ! »[7]. 
La surconsommation de sel au XXIe siècle dans les pays développés serait essentiellement due aux plats cuisinés. « 75 % proviennent des aliments tout prêt », estime une enquête du magazine féminin français Elle, qui explique : "Retenant l’humidité, le sel augmente à faible coût le poids des aliments et relève les saveurs fades des préparations industrielles"[8]. Un exemple, les haricots verts en conserve contiendraient 300 mg de sel pour 100 g contre 4 mg pour 100 de haricots verts frais[8].
- un manque de transparence : « La plupart des aliments transformés sont tellement transformés et contiennent tant d’additifs qu’il est quasiment impossible de savoir ce que l’on mange et, surtout, quelles seront les conséquences d’un tel type d’alimentation à moyen et long terme »[9].
- un manque de traçabilité : en théorie, la législation européenne garantit une traçabilité de la fourche à la fourchette, mais des fraudes à grande échelle (ex : Fraude à la viande de cheval de 2013) et un étiquetage incomplet ou peu lisible ne permettent pas dans les faits de savoir d'où provient le lait ou d'autres ingrédients de plats et produits industriels ; Des plus les restaurateurs n'affichent pas la part des produits frais ou des plats préparés industriels achetés et introduits dans le menu. Le consommateur peut difficilement savoir ce que les animaux d'élevage (poissons y compris) ont mangé. À la suite de fraudes récentes et de l'acceptation par la Commission européenne d'une réintroduction des farines animales pour la nourriture des poissons d’élevage, le Sénat a adopté, le 15 mai 2013 une proposition de résolution demandant à la Commission européenne d’améliorer la traçabilité et l’étiquetage des plats cuisinés (en indiquant notamment le pays d’origine de la viande utilisée comme ingrédient) dans le cadre du droit à l’information des citoyens selon l’intitulé du règlement européen no 1169/2011, visant « à la maîtrise et à la parfaite connaissance de son alimentation »[10], « Le Sénat se montre par ailleurs défavorable à un retour des farines animales pour les poissons d’élevage, saluant l’opposition de la France à ce sujet. Les sénateurs appellent à mettre en place un label « 100 % végétal et poisson » certifiant l’absence des PAT, tout en exhortant la Commission à « ne prendre aucune nouvelle autorisation » pour d’autres espèces, leur retour dans l’aquaculture n’étant qu’une première étape avant leur extension à d’autres animaux d’élevage »[10].
- une insoutenabilité de la production : par exemple les farines de poissons et l'huile de poisson qui nourrissent les porcs, la volaille ou les poissons de piscicultures contribuent aussi à la surpêche et il existe des risques d'y retrouver des poissons pollués ou radioactifs (après l'accident de Fukushima par exemple).
- les OGM : la présence d'OGM ou de produits issus d'OGM est souvent discrète et ne nécessite pas d'étiquetage en dessous d'un certain seuil ;
- le visuel et le goût : par exemple dans certains cas, la viande peut ressembler à un truc recomposé.

### Propriétés

#### Sel, sucres, graisses
bonbon

## Économie
L'aliment industriel a provoqué des scandales tel que celui concernant la viande de cheval, ou l'introduction du lygomme ACH Optimum pour constituer la garniture des pizzas, lasagnes, cheeseburgers...

### Marché agroalimentaire en chiffres
Le secteur agroalimentaire est un acteur économique et social majeur en France, en Europe et dans le monde.

En 2014, les industries agroalimentaires (IAA) françaises employaient 418 332 salariés au sein de 17 647 entreprises. Elles réalisaient un chiffre d'affaires de 171 milliards d'euros.

## Consommation

### Perception par les consommateurs
La qualité des aliments industriels - aliments manufacturés issus de l’industrie agroalimentaire (IAA) - est évaluée diversement par les consommateurs.

#### Importance des mots
Plusieurs études réalisées dans les pays industrialisés ont montré l’importance de la sémantique dans la manière dont les consommateurs évaluent la qualité des produits alimentaires, en Europe et aux États-Unis,,.
Selon ces études, le mot "naturel" évoque, dans l'esprit du consommateur, des valeurs intrinsèquement positives telles que la nature, la pureté et la santé,, alors que le mot "industriel" est généralement associé à des valeurs négatives. Les consommateurs continuent à préférer les aliments naturels aux aliments industriels même lorsqu’il leur est démontré que ces deux aliments sont chimiquement identiques.

#### Alimentation de moins bonne qualité et moins saine
Une étude réalisée en Suisse, en 2011, indique que les produits agroalimentaires sont perçus comme de moins bonne qualité et moins sains, en raison :
- des produits chimiques synthétiques (additifs) utilisés par les industriels[12],
- des pesticides et des antibiotiques utilisés par les agriculteurs et les éleveurs[12].

Selon d’autres études, les consommateurs jugent également les produits manufacturés de moins bonne qualité et moins sains que les produits naturels en raison :
- de leur teneur en sel, en sucre et en graisse (acides gras saturés)[15]
- de la perte d’éléments nutritifs importants pour la santé (vitamines, minéraux, fibres…) lors des processus de transformation de ces aliments[16].

Selon l’OMS (Organisation mondiale de la santé) et la FAO (Organisation des Nations unies pour l'alimentation et l'agriculture), l’alimentation industrielle, combinée à un manque d’exercice physique, serait pour responsable du nombre croissant de cas d’obésité dans le monde. Une maladie qui touchait 500 millions d'adultes et 42 millions d'enfants de moins de cinq ans dans le monde en 2014. Une maladie qui, toujours selon l’OMS, constitue un facteur de risque majeur pour certaines maladies comme les maladies cardiovasculaires, le diabète et certains cancers.

#### Alimentation moins respectueuse de l'environnement
L'alimentation industrielle est aussi perçue comme moins respectueuse de l'environnement que l'alimentation naturelle dont les produits sont issus directement de la terre, sans transformation par l'industrie agroalimentaire.
Souvent confondue avec l'alimentation biologique (qui est notamment garantie sans pesticides et sans additifs chimiques), l'alimentation naturelle (c'est-à-dire non manufacturée) n'est pourtant pas garantie sans pesticides et herbicides, autant de substances chimiques qui polluent les sols et les eaux,.

#### Différences entre les hommes et les femmes
Si l'usage de produits chimiques dans les produits du quotidien, et en particulier dans l'alimentation (additifs, pesticides, antibiotiques), suscite l'inquiétude de tous les consommateurs, les études indiquent que les femmes sont plus inquiètes et se sentent plus concernées par leurs effets sur la santé que les hommes. Elles ont aussi une préférence plus marquée pour l'alimentation naturelle ou biologique que les hommes. Les femmes sont également moins sensibles à l'influence de la dose d'un produit chimique (dose-response) sur la santé.

#### Perception des risques et comportements alimentaires
Les études indiquent qu'il n'existe pas de corrélation entre la perception des risques liés à l'alimentation industrielle et les comportements alimentaires des consommateurs.
Les consommateurs peuvent exprimer une crainte par rapport aux aliments industriels et continuer à consommer ce type d'aliments, ce qui peut expliquer que les produits issus de l’industrie agroalimentaire représentaient en 2010 plus de 80 % des dépenses alimentaires des ménages français.
Selon une étude de l’International Food Information Council (IFIC) menée en 2016, les choix alimentaires des Américains sont d’abord influencés par le goût (84 %) et le prix (71 %). La santé n’arrive qu’en troisième position (64 %).

### Nouveaux comportements alimentaires

#### Aliments fonctionnels
Les aliments fonctionnels ou alicaments sont des produits alimentaires dans lesquels ont été introduits des éléments considérés comme particulièrement bénéfiques pour la santé.
Une étude réalisée en Uruguay en 2009 a déterminé que les consommateurs sont plus enclins à consommer certains aliments fonctionnels si ceux-ci comportent sur leur emballage une phrase vantant leur effet bénéfique sur la santé. Les femmes et les personnes âgées sont les groupes les plus sensibles à cet effet. L’utilisation sur l’emballage du nom scientifique (e.g. polydextrose) d’un ingrédient plutôt que son nom commun (e.g. fibres) diminue en revanche fortement la tendance à vouloir consommer l’aliment.

#### Aliments naturels
Le concept d'aliment naturel est parfois amalgamé avec celui d'aliment biologique. Les consommateurs perçoivent les aliments naturels comme intrinsèquement meilleurs que les aliments non-naturels.
Une étude réalisée en Suisse alémanique en 2010 a montré que les consommateurs qui ne se rendent pas compte de l'influence de la dose sur l'effet d'un produit chimique (dose-response insensitivity en anglais dans le texte) percevaient des risques plus élevés associés aux contaminations dans la nourriture mais des risques identiques pour les additifs. Ceci suggère que les consommateurs pensent pouvoir contrôler les risques liés aux additifs mais pas ceux liés aux contaminations. Les risques perçus étaient plus grands chez les femmes que chez les hommes.